# K-League 1998
La K League 1998 è stata la sedicesima edizione della massima serie del campionato sudcoreano di calcio, disputata dal 18 luglio al 31 ottobre 1998.

## Squadre partecipanti
| Club partecipanti | Stagione 1997             |
| ----------------- | ------------------------- |
| Daewoo Royals     | 1°                        |
| Jeonnam Dragons   | 2°                        |
| Hyundai Horang-i  | 3°                        |
| Pohang Steelers   | 4°                        |
| Suwon Bluewings   | 5°                        |
| Jeonbuk Hyundai   | 6°                        |
| Daejeon Citizen   | 7°                        |
| Ilhwa Chunma      | 8°                        |
| LG Cheetahs       | 9°                        |
| Bucheon SK        | 10° (come Bucheon Yukong) |

## Classifica finale
| Pos | Squadra          | Pt | G  | V | VGG | VCR | P  | PCR | GF | GS | DR  |
| --- | ---------------- | -- | -- | - | --- | --- | -- | --- | -- | -- | --- |
| 1   | Suwon Bluewings  | 31 | 18 | 9 | 1   | 2   | 6  | 0   | 33 | 22 | +11 |
| 2   | Hyundai Horang-i | 28 | 18 | 8 | 1   | 2   | 4  | 3   | 37 | 25 | +8  |
| 3   | Pohang Steelers  | 28 | 18 | 8 | 2   | 0   | 5  | 3   | 34 | 23 | +9  |
| 4   | Jeonnam Dragons  | 26 | 18 | 8 | 1   | 0   | 7  | 2   | 21 | 20 | +1  |
| 5   | Daewoo Royals    | 25 | 18 | 6 | 3   | 1   | 7  | 1   | 27 | 22 | +5  |
| 6   | Jeonbuk Hyundai  | 25 | 18 | 8 | 0   | 1   | 9  | 0   | 31 | 34 | -3  |
| 7   | Bucheon SK       | 24 | 18 | 7 | 1   | 1   | 9  | 0   | 28 | 32 | -4  |
| 8   | LG Cheetahs      | 23 | 18 | 6 | 2   | 1   | 8  | 1   | 28 | 28 | 0   |
| 9   | Daejeon Citizen  | 14 | 18 | 3 | 2   | 1   | 11 | 1   | 20 | 35 | -15 |
| 10  | Ilhwa Chunma     | 11 | 18 | 3 | 0   | 2   | 13 | 0   | 17 | 32 | -15 |

V = Vittoria entro il tempo regolamentare. Vale 3 punti.
VGG = Vittoria ottenuta con il golden goal. Vale 2 punti.
VCR = Vittoria conseguita dopo i tiri di rigore. Vale 1 punto.
P = Sconfitta entro il tempo regolamentare. Vale 0 punti
PCR = Sconfitta conseguita dopo i tiri di rigore. Vale 0 punti.
Suwon Bluewings qualificata alla AFC Champions League 1999-2000
LG Cheetahs qualificata alla Coppa delle Coppe dell'AFC 1999-2000